# Austhjelmen
Der Austhjelmen (norwegisch für Osthelm) ist ein 1740 m hoher Berg im ostantarktischen Königin-Maud-Land. Er ragt 3 km östlich des Vesthjelmen im Gebirge Sør Rondane auf.
Norwegische Kartografen benannten den Berg deskriptiv und nahmen 1947 anhand von Luftaufnahmen der Lars-Christensen-Expedition 1936/37 sowie 1957 anhand von Luftaufnahmen der US-amerikanischen Operation Highjump (1946–1947) Kartierungen vor.